# Oozetetes bucheri
Oozetetes bucheri is een vliesvleugelig insect uit de familie Eupelmidae. De wetenschappelijke naam is voor het eerst geldig gepubliceerd in 1970 door De Santis.